# Justizamt Bürgel
Das Justizamt Bürgel war ein von 1850 bis 1879 bestehendes erstinstanzliches Gericht des Großherzogtums Sachsen-Weimar-Eisenach mit Sitz in Bürgel.

## Geschichte
Als 1850 im Großherzogtum Sachsen-Weimar-Eisenach Verwaltung und Justiz getrennt und die Patrimonialgerichtsbarkeit abgeschafft wurden, wurde das bisher für sämtliche hoheitliche Aufgaben zuständige Amt Bürgel mit Tautenburg aufgehoben. Für die Rechtsprechung wurde an seiner statt das Justizamt Bürgel geschaffen, dessen Bezirk aus den Gemeinden Beulbar, Bürgel, Dothen, Frauenprießnitz, Gerega, Gniebsdorf, Grabsdorf, Graitschen, Großlöbichau, Ilmsdorf, Jenalöbnitz, Kleinlöbichau, Löberschütz, Mertendorf, Nausnitz, Poppendorf, Poxdorf, Rockau, Rodigast, Taupadel, Tautenburg, Thalbürgel, Waldeck, Wetzdorf und Wogau gebildet wurde.
Mit Inkrafttreten des Gerichtsverfassungsgesetzes am 1. Oktober 1879 wurde das Justizamt Bürgel aufgelöst, die seinen Bezirk bildenden Orte kamen zum neu errichteten Amtsgericht Jena.

## Gebäude
Das Justizamt tagte im Kloster Bürgel.